# 歐文 (紐約州學托擴縣)
歐文（英語：Irving）是位於美國紐約州學托擴縣的非建制地區。

## 歷史
歐文的郵局自1836年營運至今。

## 地理
歐文所處的海拔為高於海平面178米（即584英呎），而該地所採用的時區為UTC-5，即北美东部时区（EST）。同時該地設有夏令時間，為UTC-5調快一小時，即UTC-4（EDT）。